# Церква Святої Параскеви Сербської (Мілієве)
Церква Святої Параскеви Сербської — чинна дерев'яна церква, пам'ятка архітектури місцевого значення, у селі Мілієве Вижницького району Буковини. Парафія належить до Чернівецької єпархії Православної церкви України. Престольне свято — 2 липня.

## Розташування
Церква Святої Параскеви Сербської розташована у центрі села Мілієве, біля стадіону.

## Історія
Церкву почали зводити в 1855 році на місці старої, про яку згадують в другій половині XVIII ст. Роботи проводили спільним коштом місцевої громади і мілієвської багатої родини пана Флондора Алботи. Будівництво церкви завершилось у 1860 році.
Зовнішні стіни церкви первинно були покриті ґонтом, на який у 1988-1989 роках було набито бляху, а у 2010-х роках — пластикову вагонку.

### Перехід з УПЦ МП до УПЦ КП

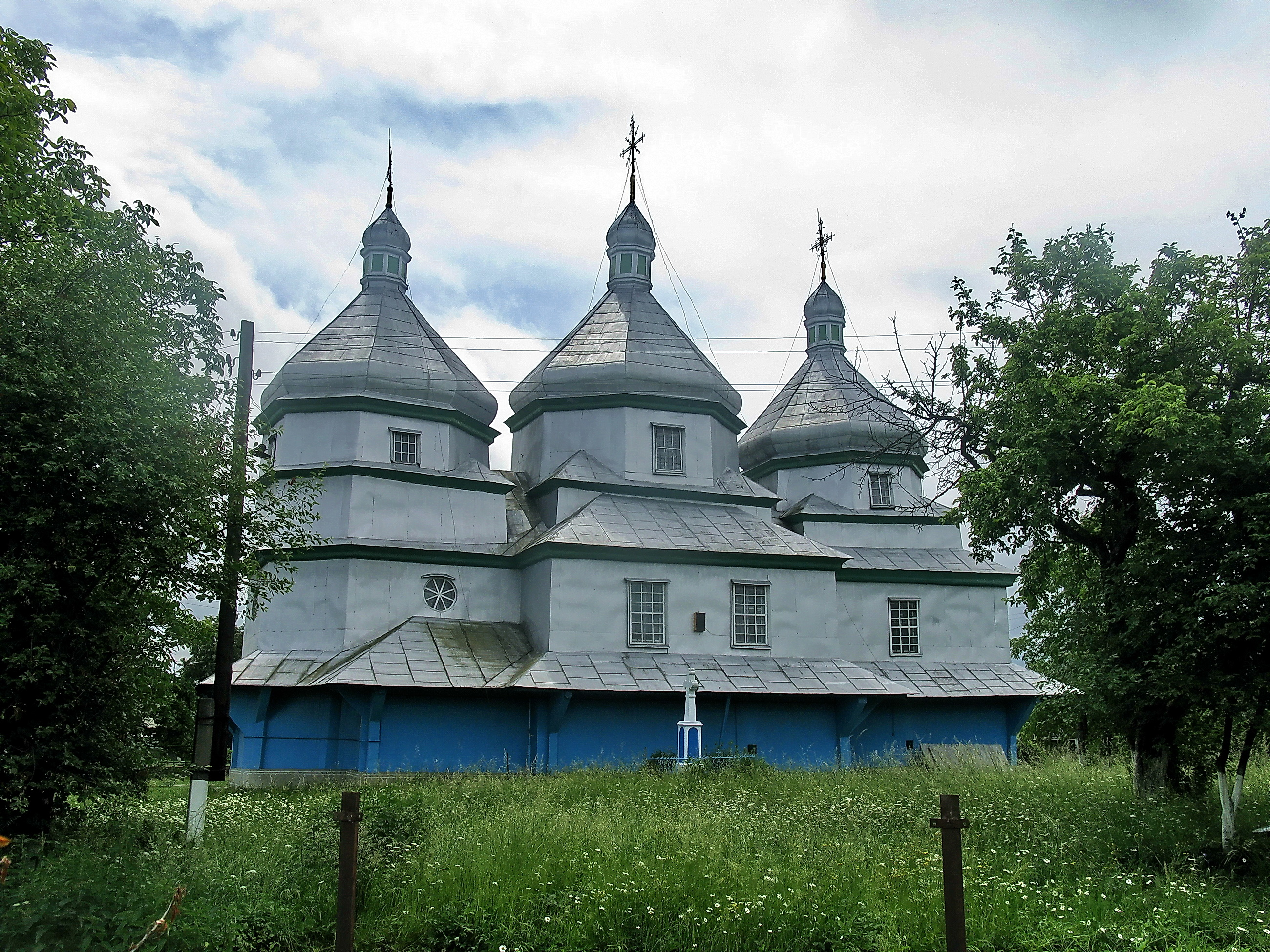
Церква Святої Параскеви Сербської у 2009 році

У зв'язку з Революцією гідності та військовою агресією Росії у селі Мілієво на зборах 90% парафіян висловилось за перехід під юрисдикцію УПЦ (КП). Утім, прихильники московського патріархату поставили під сумнів чесність голосування, та вимагали проведення повторного. 7 вересня 2014 року відбулись ще одні збори, на які прийшли понад чотириста парафіян села. За перехід до УПЦ (КП) проголосувало 388 парафіян — 90% церковної громади, яка була присутня на зборах. Цього ж дня відбулось богослужіння, яке провели священники УПЦ (КП). Богослужіння завершилось молебнем «За Україну».

## Архітектура
Церква дерев'яна, тризрубна, триверха. Нава ширша за бабинець та вівтар. Поставлена на фундамент з каменю.
Після останнього ремонту церква та дзвіниця втратила свій первинний вид. Так під опасанням зовнішні стіни оббиті фальш-брусом, над опасанням четвериків та восьмериків — пластиковою вагонкою. У церкві встановлені пластикові вікна. Дахи і верхи церкви покриті новою бляхою.
З південно-східного боку від церкви розташована дерев'яна двоярусна дзвіниця, яка також оббита пластиковою вагонкою та фальш-брусом.